# アナトリー・ルナチャルスキー

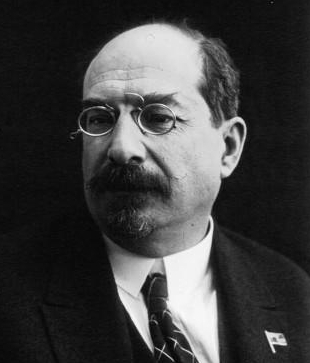
アナトリー・ルナチャルスキー

アナトリー・ワシリエヴィチ・ルナチャルスキー（アナトーリイ・ヴァシーリエヴィチ・ルナチャールスキイ；ロシア語:Анато́лий Васи́льевич Лунача́рский；ラテン文字転写の例:Anatoliy Vasilievich Lunacharsky、1875年11月23日（ユリウス暦11月11日） – 1933年12月26日）は、ロシアの革命家、ソビエト連邦の政治家。ソ連初代教育人民委員（教育大臣）。芸術評論を中心に文筆家としても活躍した。ウクライナ生まれのロシア人である。

## 生い立ち、青年期
1875年11月23日（ユリウス暦11月11日）にロシア帝国領であったウクライナ北東部ポルタヴァに生まれる。生家は貴族で父は官吏（四等官）であった。ルナチャルスキーは15歳でマルクス主義者となり、17歳で鉄道労働者に対して社会主義思想を宣伝していた。その後、チューリヒ大学に留学。大学では、美学、哲学研究に傾倒しリヒャルト・アヴェナリウスの影響を受ける。また、ゲオルギー・プレハーノフとパーヴェル・アクセリロードの指導下、フォイエルバッハを研究した。さらにローザ・ルクセンブルクやレオ・ヨギヘスと面識を持った他、フランスに渡り社会学者のマクシム・コワレフスキーから影響を受けている。留学中の1895年ロシア社会民主労働党に入党する。

## 革命運動
1898年ロシアに帰国する。帰国後はモスクワ大学に聴講生として通うが、ロシア社会民主労働党モスクワ委員会を再結成する組織活動に参加したため、当局によって逮捕・投獄された。その後キエフを経てカルーガに流刑となる。カルーガでは同様に流刑となっていたアレクサンドル・ボグダーノフと知り合い、無二の親友となる。1903年秋に社会民主労働党がレーニン率いるボリシェヴィキとマルトフを中心とするメンシェヴィキに分裂する。その後、ヴォログダに流刑となるが1904年（1903年説有り）に亡命し、先に国外に出ていたボグダーノフの勧めではボリシェヴィキに所属する。ヨーロッパ亡命中に「フペリョート（前進）」紙、「プロレタリー」紙の編集部で活動する。
1905年ロシアに帰国するも逮捕され、1906年再び亡命する。1905年まではボリシェヴィキの中核メンバーのひとりであったが、第一次ロシア革命以後、社会主義的世俗宗教の創設を目指し「建神論」（en:God-Building）を提唱する。しかし建神論をレーニンが酷評した後、1908年頃からレーニンと対立するようになる。さらに1909年レーニンとボグダーノフが対立し、ルナチャルスキーはボグダーノフを支持した。彼らはボリシェヴィキ左派である「フペリョート」派を構成した。同年イタリアのカプリ島で党学校をボグダーノフ、建神論を支持したマクシム・ゴーリキーとともに運営する。1910年ボローニャの党学校に移り、ボグダーノフ、ミハイル・ポクロフスキーとともに1911年まで講義を続けた。1913年パリに移りアレクセイ・ガースチェフ、ミハイル・ゲラーシモフらとサークル「プロレタリア文化同盟」を結成する。
1914年第一次世界大戦が起こると、反戦国際主義の立場を表明しレーニン、レフ・トロツキーに接触した。1915年パーヴェル・レーベジェフ＝ポリャンスキーとともに社会民主主義の立場からプロレタリア文化を強調するとして「フペリョートVpered」紙を再開する。1917年ロシア革命（二月革命）が起こると同年5月ドイツ経由で帰国する。他の国際主義者同様、トロツキーの「メジライオンツイ」派に短期間参加し、7月ボリシェヴィキに復党する。二月革命後、ペトログラード市会議員、副市長となり、同市を中心に扇動家として活躍する。

## ソ連初代文相
1917年10月ボリシェヴィキの武装蜂起によりレーニンを首班とするソビエト政権が樹立されるとルナチャルスキーは初代教育人民委員（文相）となり、1929年まで在職した。教育の他、ソビエト政権における検閲を担当した。ルナチャルスキーは、プロレタリア文化教育協会を招集し、これが発端でボグダーノフが新たなプロレタリアの芸術運動を目指し創設したプロレタリア文化協会（プロレトクルト）を援助した。しかし、この運動はレーニンのボグダーノフ嫌いもあって「文化的急進主義」として批判されてしまい挫折を余儀なくされた。また、ルナチャルスキーは在任中、国内戦とボリシェヴィキによる独裁を避けるためにメンシェヴィキ及び社会革命党との連立を主張するが、これもレーニンに批判され、レーニンによって党を除名される寸前にまで至った。
文相としてのルナチャルスキーは概ね教育文化に対する深い理解から、識字率の改善を目指し学校体系の整備に努めた。1927年アメリカカリフォルニア州立図書館カリフォルニア郡図書館司書ハリエット.G.エディーをモスクワに招請し1930年に彼女が帰国するまで文教政策について諮問している。この他、ルナチャルスキーは、ソビエト政権がイデオロギー上、破壊を目論んだ多くの歴史的宗教的建造物の保存、芸術品、文化財の保護、収集、海外への流出阻止などに努力した。

## 晩年
1920年代前半になると、レーニン及びスターリンへの個人崇拝に力を貸すことになる。1925年ロシア作家同盟機関誌「ノーヴィ・ミール」の初代編集長。この他、社会主義アカデミー（後の共産主義アカデミー）会員、ロシア文学研究所長などを歴任し1927年から外交活動を開始しているが、その反面、権力からは遠ざかり、結局スターリンによって人民委員を解任される。1930年ソ連国際連盟代表部に赴任する。1933年駐スペイン全権代表（大使）となるが、病のためスペイン赴任途中にフランスのマントンで死去した。58歳。
遺体はモスクワに戻り、クレムリンの壁に葬られた。生前、特にスターリン時代においてはルナチャルスキーは低い評価のままであった。同時代人は、彼の高い教養と才能、文章力を賞賛し、個人的には好かれたが、政治過程からは縁遠い人であった。1950年代後期から1960年代にかけて、ソ連の政治家としては稀な洗練された教養と寛容さから再評価を受けた。

## 著書
ルナチャルスキーは、革命理論と文教関係を中心に多くの著作を残した。回想録「革命のシルエット」、哲学について記述した「マルクス主義世界観に関する対話」、「スピノザからマルクスまで　世界観としての哲学史概論」、「演劇論集」（1938年）、「ロシア文学論」（1947年）、「国民教育について」（1958年）などがある。